# Eduardo de Woodstock
Eduardo de Woodstock KG (Woodstock, 15 de junio de 1330-Londres, 8 de junio de 1376), llamado el Príncipe Negro, fue el primogénito del rey Eduardo III de Inglaterra y su esposa, la condesa Felipa de Henao, y padre del rey Ricardo II de Inglaterra. 
Fue el primer duque de Cornualles (desde 1337), príncipe de Gales (desde 1343) y príncipe de Aquitania (entre 1362 y 1372) siendo presunto heredero a la Corona desde su nacimiento.
Llamado por sus contemporáneos simplemente como Eduardo de Woodstock, debido al lugar de nacimiento, no fue llamado el Príncipe Negro hasta el siglo XVI, haciendo referencia a la supuesta armadura que portaba. 
Era un líder militar excepcional, y sus victorias sobre los franceses en las batallas de Crécy y Poitiers lo hicieron muy popular en vida. En 1348 se convirtió en el primer caballero de la Orden de la Jarretera, siendo uno de sus fundadores.
El príncipe Eduardo murió un año antes que su padre, convirtiéndose en el primer príncipe de Gales que no llegó a ser rey de Inglaterra. A la muerte de su padre, Eduardo III, el trono pasó a su hijo Ricardo, en ese entonces aún menor de edad.
Richard Barber considera que Eduardo "ha atraído relativamente poca atención de los historiadores serios, pero figura ampliamente en la historia popular."

## Biografía

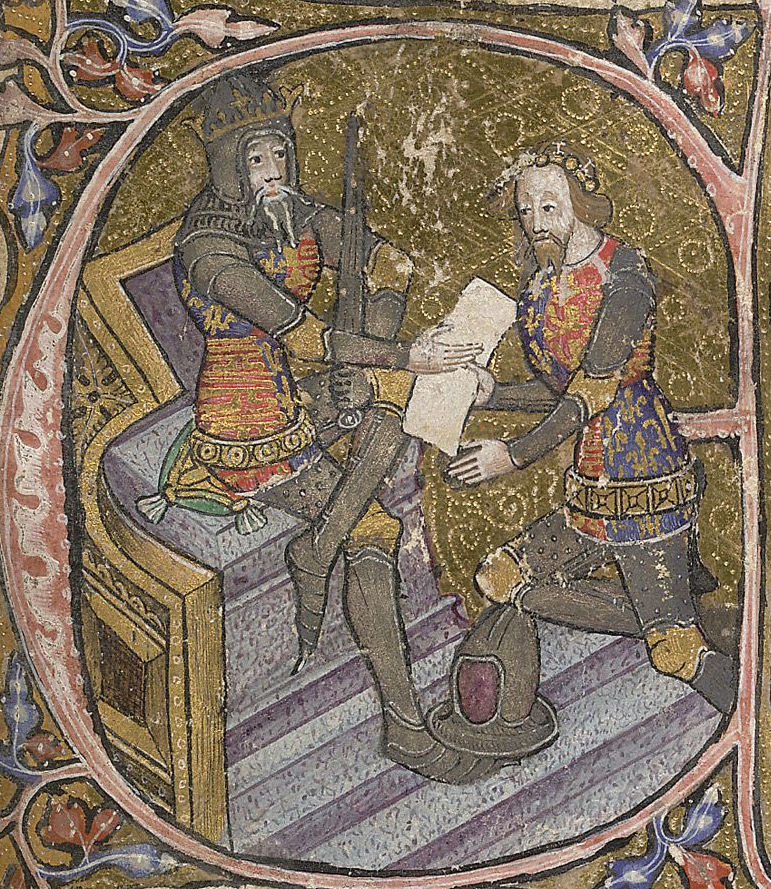
Letra historiada de un manuscrito del. En él se muestra a Eduardo, príncipe de Gales recibiendo Aquitania de su padre, Eduardo III de Inglaterra

Eduardo nació el 15 de junio de 1330 en el palacio de Woodstock, en Oxfordshire siendo el primogénito del rey Eduardo III de Inglaterra y su esposa Felipa de Henao. Fue nombrado conde de Chester el 18 de mayo de 1333, duque de Cornualles el 17 de marzo de 1337 (siendo el primero que llevó dicho título) y finalmente investido como príncipe de Gales el 12 de mayo de 1343 cuando tenía 12 años de edad. En Inglaterra, Eduardo sirvió como regente simbólico durante ciertos períodos de los años 1339, 1340 y 1342, mientras que su padre Eduardo III se encontraba en campañas militares. Durante este tiempo asistió a todas las reuniones del consejo y realizó las negociaciones con el papado respecto a  la guerra en 1337. Además desempeñó el cargo de Gran sheriff de Cornualles en 1340-1341, 1343, 1358 y 1360-1374.
Eduardo se había criado con su prima Juana, "la bella doncella de Kent." Eduardo obtuvo permiso para el matrimonio del papa Inocencio VI y dispensa por casarse con una pariente de sangre, como había ocurrido con sus padres, Eduardo III y Felipa de Henao, que eran primos segundos. Se casó con Juana el 10 de octubre de 1361 en el castillo de Windsor. El matrimonio causó algo de controversia, principalmente debido a la enrevesada historia marital de Juana y al hecho de que el matrimonio con una inglesa desperdiciaba una oportunidad de formar una alianza con una potencia extranjera.
Cuando estaba en Inglaterra, Eduardo residía normalmente en el castillo de Wallingford en Berkshire (desde 1974 en Oxfordshire) o en el castillo de Berkhamsted en Hertfordshire.
Nombrado por su padre príncipe de Aquitania, como representante del rey inglés en ese territorio, donde Eduardo junto a Juana mantuvieron una corte. Además fue el lugar de asilo de reyes exiliados como Jaime IV de Mallorca y Pedro I de Castilla.
Este último, derrocado por su medio hermano, Enrique de Trastámara, ofreció a Eduardo el señorío de Vizcaya en 1367 a cambio de su ayuda para recuperar su trono. Eduardo salió victorioso en la batalla de Nájera (3 de abril de 1367), en la que derrotó a los ejércitos combinados de Francia y Castilla, mandados por Bertrand du Guesclin. Sin embargo Pedro no pagó por completo y se negó a ceder Vizcaya, alegando la falta de consentimiento de sus estados. Eduardo se retiró a Guyena en julio del mismo año.
Regresó a Inglaterra en enero de 1371 y murió el 8 de junio de 1376 (una semana antes de su 46° cumpleaños) después de padecer durante años lo que probablemente fue una disentería amebiana, contraída diez años antes durante su campaña militar en Castilla.

## Eduardo y la caballería
Eduardo vivió en un siglo de decadencia para el ideal de la caballería. Por un lado, después de capturar a Juan el Bueno, rey de Francia, y Felipe el Atrevido, su hijo menor, en la batalla de Poitiers, los trató con gran respeto, dando incluso en un momento dado permiso a Juan para regresar a su hogar, y se narra que rezó con Juan en la catedral de Canterbury. Destacadamente, permitió que durante un día se preparara la batalla de Poitiers, de manera que ambos bandos pudieran discutir la batalla entre sí, de manera que el cardenal de Périgord pudiera apelar a ambos para mantener la paz. Sin embargo, algunos señalan que "él podía haber estado ganando tiempo para terminar de colocar a sus arqueros".
Por otro lado, sus tendencias caballerescas eran superadas en ocasiones por su eficacia y rapidez. El repetido uso por parte de Eduardo de Woodstock de la estrategia de cabalgadas, quemando y saqueando las ciudades y las granjas, no coincidía con las nociones contemporáneas de caballería, pero era bastante efectiva para conseguir el objetivo de sus campañas y debilitando la unidad y economía de Francia.

## Campañas militares
Fue un brillante caudillo militar. Intervino en la campaña de Flandes de 1345 en el frente septentrional, que tuvo escasa relevancia y acabó después de tres semanas cuando uno de los aliados de Eduardo, Jacob van Artevelde, anterior cervecero y gobernador interino de Flandes, fue asesinado por sus propios ciudadanos.
Mostró su bravura a los 16 años en la Batalla de Crécy, en el frente septentrional, que dañó al ejército francés durante diez años, permitiendo el asedio de Calais con poca resistencia convencional antes de que estallara la plaga. Incluso cuando el ejército de Francia se recuperó, las fuerzas que desplegaron eran alrededor de la cuarta parte de la que tuvieron en Crécy (como se vio en Poitiers). Normandía pasó a estar virtualmente bajo control inglés, pero se decidió centrar los esfuerzos en el norte de Francia, dejando en lugar de ello Normandía bajo control de aliados vasallos de Inglaterra.
Además participó de forma arriesgada y decidida contra los franceses durante la Guerra de los Cien Años. 

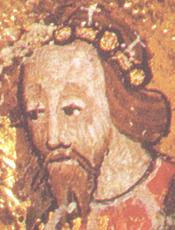
El Príncipe Negro según un dibujo de un manuscrito ilustrado.

Intervino en el sitio de Calais, durante el cual los habitantes sufrieron enormemente y se vieron reducidos a comer perros y ratas. El asedio dio lugar al control personal y vasallático de los ingleses sobre el norte de Francia antes de la paz temporal debida a la peste negra. Hubo una contraofensiva francesa, pero Calais permaneció en manos inglesas. 
También estuvo en "Les Espagnols sur Mer" o la batalla de Winchelsea en aguas del canal de La Mancha, en la que la flota inglesa derrotó a la castellana.
Realizó una gran cabalgada en el año 1355 por toda la región de Aquitania-Languedoc, que dañó el sur de Francia económicamente, y provocó el resentimiendo hacia el trono francés entre los campesinos franceses. Esta cabalgada también preparó la zona para la conquista, abrió alianzas con los vecinos de Aquitania, siendo la más destacada la de Carlos II de Navarra, e hizo que muchas regiones se orientaran hacia la autonomía respecto a Francia, pues no era un reino tan unido como Inglaterra. Después de este pacto con el rey Carlos II de Navarra, combatió contra los ejércitos de Juan II de Francia.
Las campañas por Aquitania le dieron un control más firme sobre la región, mucha tierra de la que obtener recursos y personas con las que poder luchar por el rey Eduardo.
En el año 1356, participando en las operaciones de la guerra contra Francia, Eduardo mandó un ejército de más de siete mil soldados. Dirigió a sus fuerzas en la lucha y logró una grandiosa victoria sobre la caballería pesada francesa en la batalla de Poitiers. En esa decisiva acción apresó al rey Juan II de Francia, al que llevó como rehén a Inglaterra. Esta campaña de Poitiers en la región del Loira-Aquitania privó a los franceses de jefes militares y supuso un desafío para Carlos el Sabio; más aristócratas murieron en Crécy y Poitiers que por la Peste Negra. El ejército francés quedó debilitado durante los trece años siguientes y el descalabro fomentó la anarquía y el caos que llevó en último término a la firma del Tratado de Brétigny en 1360. 
Intervino en la campaña de Reims, después de la cual se alcanzó finalmente el acuerdo con el tratado de Brétigny. Por medio de este acuerdo diplomático, el rey de Francia recupera su libertad cediendo valiosos territorios a los británicos quienes no obstante reciben alrededor de un tercio de Francia más que un poco menos de la mitad que es lo que habrían recibido por el tratado de Londres. Esto se debe al fracaso a la hora de tomar Reims, lo que llevó a la necesidad de un salvoconducto para salir de Francia. Como resultado de ello, se llevó a un acuerdo menor y Eduardo III se vio obligado a dejar a un lado sus pretensiones al trono francés. Francia aún se vio obligada a pagar un enorme rescate de alrededor de cuatro veces el producto interior bruto de Francia por Juan II de Francia. El rescate que se pagó, no obstante, fue un poco inferior al exigido por los ingleses, y Juan el Bueno fue solamente devuelto a los franceses para regresar a su cautiverio al haberse fugado su hijo Luis. Así, esta campaña dio lugar resultados ambivalentes, pero en su mayor parte fue positiva para Eduardo. Uno ha de recordar que Eduardo III nunca renunció explícitamente a su pretensión al trono, y que alrededor de la mitad de Francia estaba controlada por los ingleses, de todas formas, a través de sus muchos vasallos. En aquella ocasión su padre el rey Eduardo III lo nombró duque y lugarteniente de Guyena y Aquitania. 
Posteriormente traslada su residencia a Castilla, se vincula políticamente con el rey Pedro I y juntos luchan contra Enrique de Trastámara, aliado de Carlos V de Francia. En dicha guerra sus fuerzas vencen en la batalla de Nájera en 1367. Salvó temporalmente a Pedro el Cruel de un golpe, confirmando así la dedicación castellana a la causa del Príncipe. Luego Pedro I entró en constantes desavenencias y toda una serie de acciones en contra del Príncipe Negro, a causa de no pagarle lo acordado por prestarle ayuda armada, por lo que éste decide abandonar Castilla, dejando solo a Pedro I en la lucha.
Como resultado del asesinato de Pedro, el dinero que el príncipe invirtió en el esfuerzo de guerra no le rindió beneficio y Eduardo quedó en la práctica en bancarrota. Esto obligó a gravar Aquitania con fuertes impuestos para aliviar los problemas financieros de Eduardo, lo que llevó a un círculo vicioso de resentimiento en Aquitania y la represión de este resentimiento por Eduardo. Carlos el Sabio, rey de Francia, supo aprovecharse de este resentimiento contra Eduardo en Aquitania. Sin embargo, el príncipe se convirtió temporalmente en Señor de Vizcaya.
El sitio de Limoges se dio en 1370 en la región aquitana, después del cual Eduardo de Woodstock se vio obligado a dejar su puesto debido a su enfermedad y problemas financieros, pero también debido a la crueldad del asedio, que vio la masacre de alrededor de tres mil residentes de acuerdo con el cronista Froissart. Sin el príncipe, el esfuerzo de guerra inglés contra Carlos el Sabio y Bertrand Du Guesclin estaba destinado al fracaso. El hermano del príncipe, Juan de Gante no estaba interesado en la guerra con Francia, sino más bien en la guerra de sucesión en Castilla. Nuevos datos ponen en evidencia que el relato de las atrocidades inglesas fue exagerado por Froissart. Pero esta pretensión no encaja con el servicio de Froissart a Felipa de Henao, reina consorte de Eduardo III. 
El rey Eduardo III y el príncipe navegaron rumbo a Francia desde Sandwich con cuatrocientos barcos que llevaban cuatro mil hombres de armas y diez mil arqueros, pero después de seis semanas de mal tiempo, perdieron el rumbo y volvieron a Inglaterra.

## Enfermedad

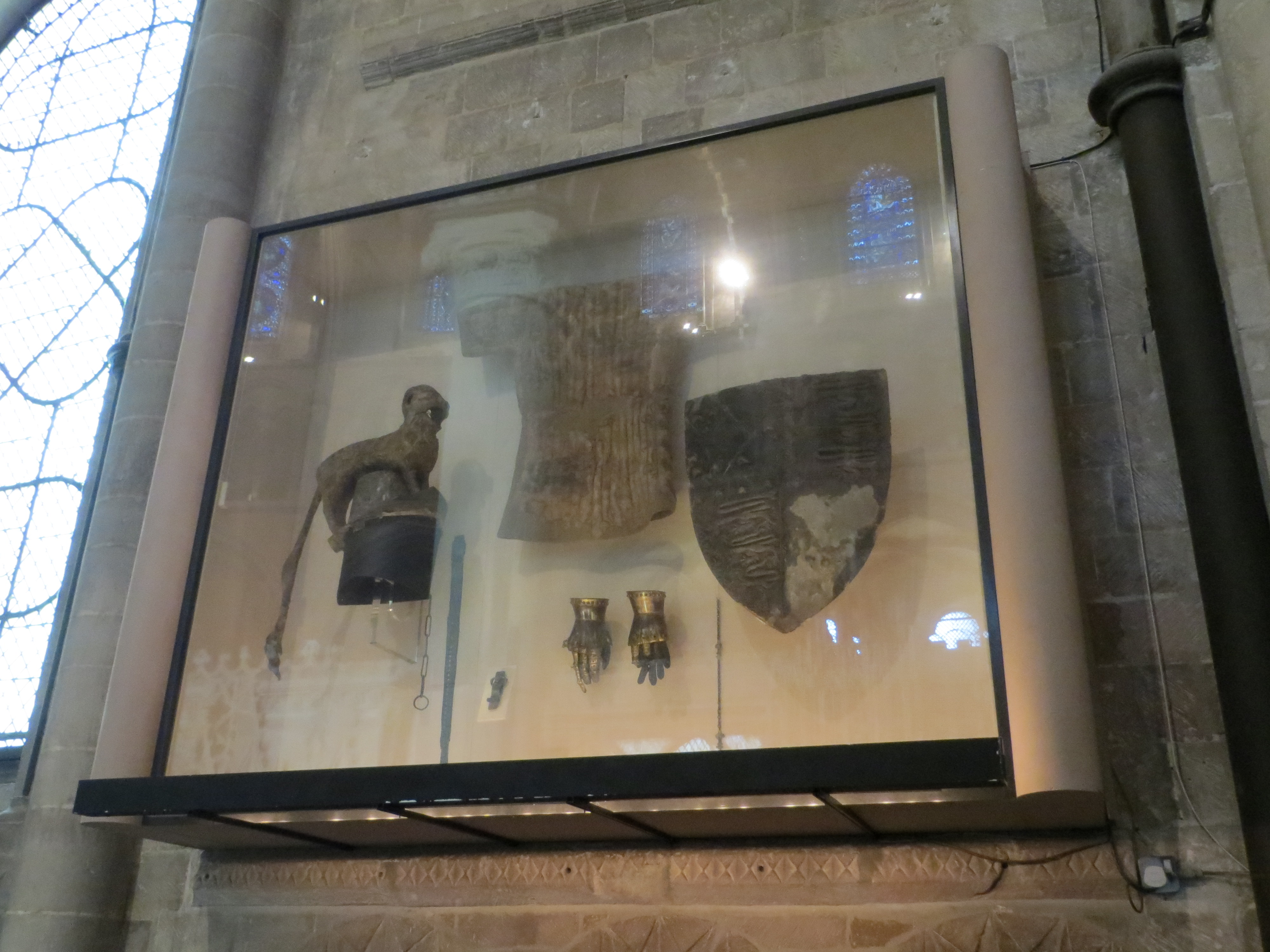
Logros heráldicos originales del Príncipe Negro expuestos en la catedral de Canterbury.

Eduardo de Woodstock parecía tener buena salud hasta 1366. No enfermó hasta su campaña en España para restaurar a Pedro I en el trono de Castilla. En esta expedición, su ejército sufrió tanto de disentería que se dice que uno de cada cinco ingleses no regresó a su país. Eduardo, el Príncipe Negro, contrajo una enfermedad en esta expedición que lo afectaría el resto de su vida, hasta su muerte en 1376. Está generalmente admitido que contrajo disentería amébica pero algunos se manifiestan en contra de esta creencia por considerar que no podría haber seguido viviendo diez años luchando contra la disentería. Otros diagnósticos posibles son edema, nefritis, cirrosis o una combinación de estas enfermedades. Su enfermedad le impidió continuar en el campo de batalla. No obstante, en 1370, el príncipe tuvo que dejar su lecho de enfermo y organizar un ejército para defender Aquitania contra Carlos V de Francia.
En 1371, la salud de Eduardo declinó hasta el punto de que sus médicos le aconsejaron abandonar Burdeos y regresar a Inglaterra. Después de hacer mucha dieta y descanso en Inglaterra, el príncipe tuvo cierta mejoría. En 1372, navegó con el rey Eduardo III pero fracasó a la hora de alcanzar la costa francesa debido a los vientos contrarios. Después de esta expedición fracasada, la salud del príncipe declinó drásticamente. A menudo se desmayaba de pura debilidad. Así siguió hasta su muerte en 1376, a la edad de 45 años.

## Muerte y enterramiento

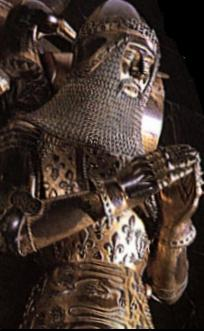
Efigie en su tumba.

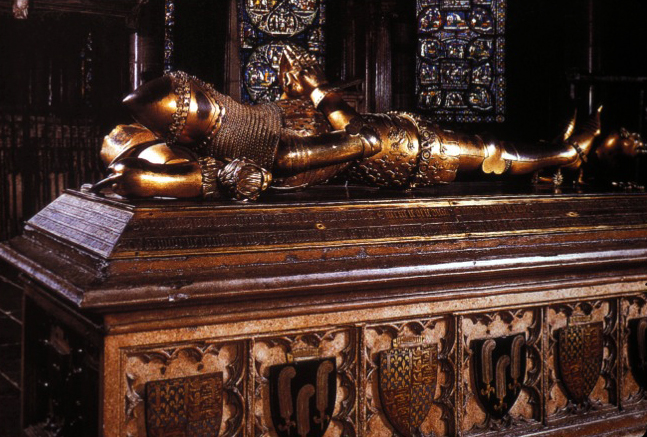
Tumba

Eduardo falleció en el palacio de Westminster el 8 de junio de 1376, a los 45 años de edad. Pidió ser enterrado en la cripta de la catedral de Canterbury, más que cerca del santuario, y se preparó una capilla allí como una capilla para él y su esposa Juana, condesa de Kent. Actualmente es la capilla protestante francesa, y contiene en la bóveda representaciones de su rostro y de los escudos de los dos. Sin embargo, esto fue ignorado después de su muerte y fue enterrado en la parte sur del santuario de Tomás Becket, detrás del coro. Su tumba está formada por una efigie de bronce bajo un baldaquín representando la Santísima Trinidad, con sus "logros" heráldicos colgando sobre el baldaquino. Los logros han sido reemplazados hoy por réplicas, aunque los originales aún se pueden ver cerca. El baldaquín fue restaurado en 2006.

Como eres tu, a veces lo fui yo.

Como yo soy, tú serás.

Pensé poco en nuestra muerte

Mientras podía respirar.

En la tierra tuve grandes riquezas 

Tierra, casas, un gran tesoro, caballos, dinero y oro. 

Pero ahora soy un triste prisionero,

En lo más profundo de la tierra, aquí yazgo.

Mi gran belleza, toda ha desaparecido,

Mi carne desaparecida hasta el hueso.

Such as thou art, sometime was I.

Such as I am, such shalt thou be.

I thought little on th'our of Death

So long as I enjoyed breath.

On earth I had great riches

Land, houses, great treasure, horses, money and gold.

But now a wretched captive am I,

Deep in the ground, lo here I lie.

My beauty great, is all quite gone,

My flesh is wasted to the bone

Epitafio inscrito alrededor de su efigie

## Matrimonio e hijos

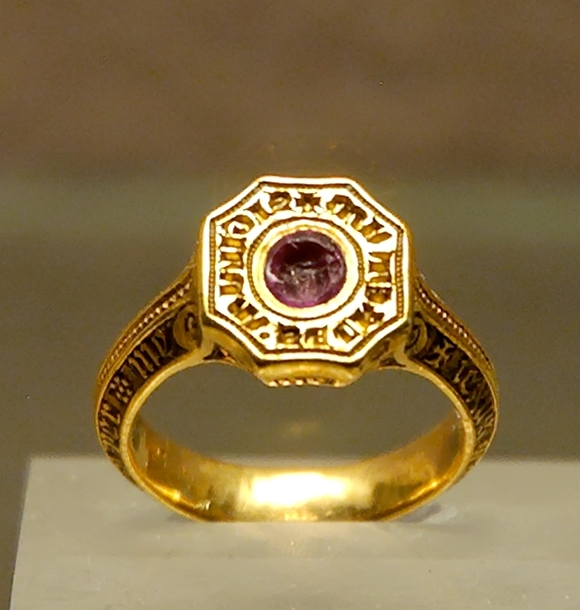
Anillo con el sello del Príncipe Negro en el Louvre

Eduardo tuvo hijos naturales, nacidos todos antes de su matrimonio.[cita requerida]
De Edith de Willesford (fallecida después de 1385): 
- Sir Roger Clarendon (1345/60 - ejecutado en 1402); se casó con Margarita (fallecida en 1382), hija de Juan Fleming, barón de la Roche.[16]

De madres desconocidas: 
- Eduardo (nacido h. 1349 - murió joven)
- Sir Juan Sounder[17]
- Sir Carlos FitzEdward (nacido h. 1352-)

El 10 de octubre de 1361, en la localidad de Windsor, se casó con la prima de su padre Juana de Kent (1328-1385), nieta de Eduardo I. Era hija y heredera de Edmundo de Woodstock, conde de Kent, el hijo menor del rey Eduardo I y su segunda esposa, Margarita de Francia. Este matrimonio fue por auténtico amor, habiéndose realizado sin el consentimiento del rey Eduardo III —por el escándalo ocasionado por la bigamia de la condesa de Kent—, teniendo los novios que permanecer en Francia hasta 1371, cuando pueden volver a Inglaterra, ya con la bendición del soberano.
Del enlace nacieron dos hijos, ambos en Francia, cuando el príncipe y la princesa de Gales habían asumido sus deberes como príncipe y princesa de Aquitania:
- Eduardo (Angulema, Francia, 27 de enero de 1365 - Burdeos, Francia, enero de 1372).
- Ricardo II (Burdeos, Francia, 6 de enero de 1367 - Pontefract, h. 14 de febrero de 1400), a menudo conocido como "Ricardo de Burdeos" por su lugar de nacimiento.

De este matrimonio con Juana también se convirtió en padrastro de sus hijos, incluyendo a Thomas Holland, II conde de Kent cuya hija, Juana Holland, se casaría con el hermano de Eduardo, Edmundo de Langley. El otro hijastro de Eduardo John Holland, I duque de Exeter, se casaría con la sobrina de Eduardo, Isabel de Lancaster, hija de su hermano, Juan de Gante.

## Títulos, tratamiento, honores y armas

El blasón del Príncipe Negro, como heredero al trono inglés.

### Armas y emblema heráldico
Armas: En cuartos, primero y cuarto en azur semée de flores de lis de oro (Antigua Francia); segundo y tercero de gules, tres leones de oro, lampasados (Inglaterra); por encima, una banda de tres puntos de plata. Cresta: Sobre un sombrero de gules con vuelta de armiño, un león alzado con un lambel de tres pendientes de plata. Manto: gules alineados con armiño.
Como Príncipe de gales, el blasón de Eduardo era el del reino, diferenciado por un lambel de tres pendientes de plata.

El "escudo para la paz" del Príncipe Negro.

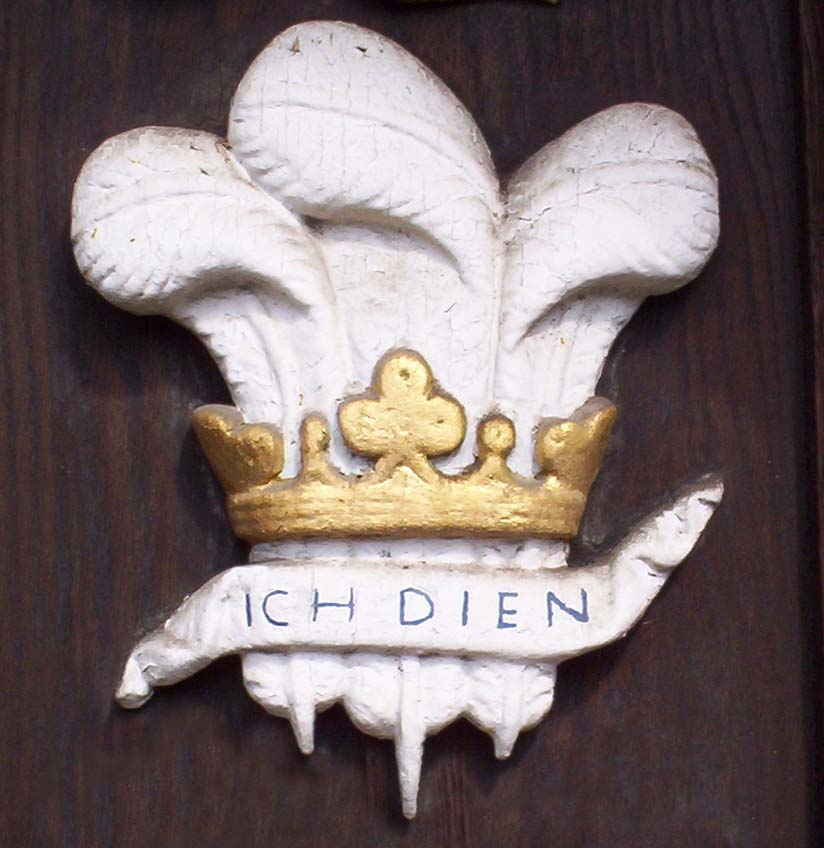
Una talla pintada en la principal puerta del Oriel College, Oxford, representado la medalla del Príncipe de Gales.

Eduardo también usó un emblema alternativo de Sable, tres plumas de avestruz en plata, descrito como su "escudo para la paz" (probablemente significaba que era el emblema que usaba en las justas o torneos). Este escudo puede verse varias veces en su tumba, alternando con las armas reales diferenciadas. Su hermano menor, Juan de Gante, usó un escudo similar en el que las plumas de avestruz eran armiño. 
El "escudo para la paz" de Eduardo se cree que inspiró el emblema de tres plumas de avestruz usado por posteriores príncipes de Gales.

## El nombre "Príncipe Negro"
Aunque a menudo se alude a Eduardo como el "Príncipe Negro", no hay ningún documento que lo denomine así contemporáneo del príncipe, ni durante más de 150 años después de su muerte. En lugar de ello, era conocido como Eduardo de Woodstock (por su lugar de nacimiento), o por alguno de sus títulos. El apodo de "Príncipe Negro" se encuentra por vez primera por escrito en dos notas manuscritas del anticuario John Leland en los años 1530 o principios de los 1540: en uno, Leland se refiere en inglés al "the blake prince"; en la otra, se refiere en latín a "Edwardi Principis cog: Nigri". La aparición más antigua en letra impresa es en la Chronicle at Large (1569) de Richard Grafton: Grafton lo usa en tres ocasiones, diciendo que "algunos escritores lo llaman el príncipe negro", y (en otro lugar) que él era "habitualmente llamado el Príncipe negro". Lo usa Shakespeare, en sus obras Ricardo II (escrito h. 1595) y Enrique V (h. 1599). Más tarde aparece de manera destacada en el título de The History of that Most Victorious Monarch, Edward IIId, King of England and France, and Lord of Ireland, and First Founder of the Most Noble Order of the Garter: Being a Full and Exact Account Of the Life and Death of the said King: Together with That of his Most Renowned Son, Edward, Prince of Wales and of Aquitain, Sirnamed the Black-Prince ("La historia de aquel el más victorioso de los monarcas, Eduardo III, rey de Inglaterra y Francia, y señor de Irlanda, y primer fundador de la más noble orden de la Jarretera: siendo un relato completo y exacto de la vida y la muerte del mencionado rey junto con la de su hijo más famoso, Eduardo, príncipe de Gales y de Aquitania, apodado el Príncipe Negro", 1688), de Joshua Barnes.
Los orígenes del nombre son inseguros, aunque se han propuesto muchas teorías. Son de dos tipos principalmente:
- la que lo hace derivar del escudo negro de Eduardo, y/o su armadura negra.
- la que lo deriva de la brutal reputación de Eduardo, particularmente hacia los franceses en Aquitania.

El campo negro de su "escudo para la paz" está bien documentado (véase las Armas arriba). Sin embargo, no hay evidencia firme de que Eduardo luciera nunca una armadura negra, aunque John Harvey (sin citar ninguna fuente) se refiere a "una evidencia bastante vaga de que era descrito en francés como vestido en la batalla de Crecy "en armure noire en fer bruni" – "en armadura negras de acero bruñido". Richard Barber sugiere que los orígenes del nombre podrían haber estado en la pompa, en que una tradición podría haber crecido en el siglo XV de representar al príncipe con armadura negra. Apunta que varias crónicas se refieren a él como Eduardo el Cuarto (el título que habría tenido de haber sido rey si hubiera sobrevivido a su padre): este nombre obviamente habría sido confuso con el auténtico Eduardo IV, que ascendió al trono en 1461, y esto podría haber sido el período cuando tenía que encontrarse una alternativa.
La brutalidad de Eduardo en Francia está también bien documentada, y David Green cree que aquí están los orígenes del título. El soldado francés Philippe de Mézières se refiere a Eduardo como el mayor de los "jabalíes negros" - aquellos agresores que habían hecho mucho por romper las relaciones dentro de la Cristiandad. Otros escritores franceses hacen asociaciones similares, y Peter Hoskins señala que una tradición oral de L'Homme Noir, que había pasado con un ejército, persistía en el sur de Francia hasta años recientes. En la obra de Shakespeare Enrique V, una referencia por el rey de Francia a "ese nombre negro, Eduardo, el Negro Príncipe de Gales" sugiere que la obra de teatro podría haber interpretado el nombre de esta manera. Aquí permanece, sin embargo, una considerable duda sobre cómo el nombre podría haber pasado de Francia a Inglaterra. En 1642, Thomas Fuller comentó que el Príncipe Negro era "llamado así por sus terribles actos y no por su complexión".
Recientemente, sin embargo, su nombre asociado con brutalidad o felonías ha sido puesto en duda por varios historiadores. La mayor mancha en la mala reputación de Eduardo fue el saqueo de Limoges en 1370, que el cronista Jean Froissart describe así: "Fue un asunto de lo más melancólico - pues todas las clases, edades y sexos se arrodillaron ante el príncipe, rogando clemencia; pero estaba tan inflamado de pasión y venganza que no escuchó a nadie, sino que todos fueron pasados por la espada. Más de tres mil hombres, mujeres y niños fueron muertos ese día". Sin embargo, un documento más contemporáneo escrito por el propio Eduardo fue descubierto recientemente en un archivo español. La carta fue escrita al conde de Foix y describe que durante la invasión de Limoges el Príncipe Negro tomó "200 caballeros y hombres de armas prisioneros". Una fuente local contemporánea de una abadía en Limoges documentó "300 bajas en total en la ciudad". No hay ninguna mención a la masacre de tres mil personas o más. Es muy probable que Froissart en gran medida exagerara los acontecimientos que dieron su nombre al Príncipe Negro.

## Ancestros
| \| \| \| \| \| \| \| \| \| \| \| \| \| \| \| \| \| \| \| \| 16. Enrique III de Inglaterra \| \| \| \| \| \| \| \| \| \| \| \| \| \| \| \| \| \| \| \| \| \| \| \| \| \| \| \| \| \| \| \| \| \| \| \| \| \| \| \| \| \| \| \| \| \| \| \| \| \| \| \| \| \| 8. Eduardo I de Inglaterra \| \| \| \| \| \| \| \| \| \| \| \| \| \| \| \| \| \| \| \| \| \| \| \| \| \| \| \| \| \| \| \| \| \| \| \| \| \| \| \| \| \| \| \| \| \| \| \| \| \| \| \| \| \| 17. Leonor de Provenza \| \| \| \| \| \| \| \| \| \| \| \| \| \| \| \| \| \| \| \| \| \| \| \| \| \| \| \| \| \| \| \| \| \| \| \| \| \| \| \| \| \| \| \| \| \| \| \| \| \| \| \| \| \| 4. Eduardo II de Inglaterra \| \| \| \| \| \| \| \| \| \| \| \| \| \| \| \| \| \| \| \| \| \| \| \| \| \| \| \| \| \| \| \| \| \| \| \| \| \| \| \| \| \| \| \| \| \| \| \| \| \| \| \| \| \| 18. Fernando III de Castilla \| \| \| \| \| \| \| \| \| \| \| \| \| \| \| \| \| \| \| \| \| \| \| \| \| \| \| \| \| \| \| \| \| \| \| \| \| \| \| \| \| \| \| \| \| \| \| \| \| \| \| \| \| \| 9. Leonor de Castilla \| \| \| \| \| \| \| \| \| \| \| \| \| \| \| \| \| \| \| \| \| \| \| \| \| \| \| \| \| \| \| \| \| \| \| \| \| \| \| \| \| \| \| \| \| \| \| \| \| \| \| \| \| \| 19. Juana de Ponthieu \| \| \| \| \| \| \| \| \| \| \| \| \| \| \| \| \| \| \| \| \| \| \| \| \| \| \| \| \| \| \| \| \| \| \| \| \| \| \| \| \| \| \| \| \| \| \| \| \| \| \| \| \| \| 2. Eduardo III de Inglaterra \| \| \| \| \| \| \| \| \| \| \| \| \| \| \| \| \| \| \| \| \| \| \| \| \| \| \| \| \| \| \| \| \| \| \| \| \| \| \| \| \| \| \| \| \| \| \| \| \| \| \| \| \| \| 20. Felipe III de Francia (=28) \| \| \| \| \| \| \| \| \| \| \| \| \| \| \| \| \| \| \| \| \| \| \| \| \| \| \| \| \| \| \| \| \| \| \| \| \| \| \| \| \| \| \| \| \| \| \| \| \| \| \| \| \| \| 10. Felipe IV de Francia \| \| \| \| \| \| \| \| \| \| \| \| \| \| \| \| \| \| \| \| \| \| \| \| \| \| \| \| \| \| \| \| \| \| \| \| \| \| \| \| \| \| \| \| \| \| \| \| \| \| \| \| \| \| 21. Isabel de Aragón (=29) \| \| \| \| \| \| \| \| \| \| \| \| \| \| \| \| \| \| \| \| \| \| \| \| \| \| \| \| \| \| \| \| \| \| \| \| \| \| \| \| \| \| \| \| \| \| \| \| \| \| \| \| \| \| 5. Isabel de Francia \| \| \| \| \| \| \| \| \| \| \| \| \| \| \| \| \| \| \| \| \| \| \| \| \| \| \| \| \| \| \| \| \| \| \| \| \| \| \| \| \| \| \| \| \| \| \| \| \| \| \| \| \| \| 22. Enrique I de Navarra \| \| \| \| \| \| \| \| \| \| \| \| \| \| \| \| \| \| \| \| \| \| \| \| \| \| \| \| \| \| \| \| \| \| \| \| \| \| \| \| \| \| \| \| \| \| \| \| \| \| \| \| \| \| 11. Juana I de Navarra \| \| \| \| \| \| \| \| \| \| \| \| \| \| \| \| \| \| \| \| \| \| \| \| \| \| \| \| \| \| \| \| \| \| \| \| \| \| \| \| \| \| \| \| \| \| \| \| \| \| \| \| \| \| 23. Blanca de Artois \| \| \| \| \| \| \| \| \| \| \| \| \| \| \| \| \| \| \| \| \| \| \| \| \| \| \| \| \| \| \| \| \| \| \| \| \| \| \| \| \| \| \| \| \| \| \| \| \| \| \| \| \| \| 1. Eduardo, príncipe de Gales y Aquitania \| \| \| \| \| \| \| \| \| \| \| \| \| \| \| \| \| \| \| \| \| \| \| \| \| \| \| \| \| \| \| \| \| \| \| \| \| \| \| \| \| \| \| \| \| \| \| \| \| \| \| \| \| \| 24. Juan I de Avesnes \| \| \| \| \| \| \| \| \| \| \| \| \| \| \| \| \| \| \| \| \| \| \| \| \| \| \| \| \| \| \| \| \| \| \| \| \| \| \| \| \| \| \| \| \| \| \| \| \| \| \| \| \| \| 12. Juan I de Henao \| \| \| \| \| \| \| \| \| \| \| \| \| \| \| \| \| \| \| \| \| \| \| \| \| \| \| \| \| \| \| \| \| \| \| \| \| \| \| \| \| \| \| \| \| \| \| \| \| \| \| \| \| \| 25. Adelaida de Holanda \| \| \| \| \| \| \| \| \| \| \| \| \| \| \| \| \| \| \| \| \| \| \| \| \| \| \| \| \| \| \| \| \| \| \| \| \| \| \| \| \| \| \| \| \| \| \| \| \| \| \| \| \| \| 6. Guillermo I de Henao \| \| \| \| \| \| \| \| \| \| \| \| \| \| \| \| \| \| \| \| \| \| \| \| \| \| \| \| \| \| \| \| \| \| \| \| \| \| \| \| \| \| \| \| \| \| \| \| \| \| \| \| \| \| 26. Enrique V de Luxemburgo \| \| \| \| \| \| \| \| \| \| \| \| \| \| \| \| \| \| \| \| \| \| \| \| \| \| \| \| \| \| \| \| \| \| \| \| \| \| \| \| \| \| \| \| \| \| \| \| \| \| \| \| \| \| 13. Felipa de Luxemburgo \| \| \| \| \| \| \| \| \| \| \| \| \| \| \| \| \| \| \| \| \| \| \| \| \| \| \| \| \| \| \| \| \| \| \| \| \| \| \| \| \| \| \| \| \| \| \| \| \| \| \| \| \| \| 27. Margarita de Bar \| \| \| \| \| \| \| \| \| \| \| \| \| \| \| \| \| \| \| \| \| \| \| \| \| \| \| \| \| \| \| \| \| \| \| \| \| \| \| \| \| \| \| \| \| \| \| \| \| \| \| \| \| \| 3. Felipa de Henao \| \| \| \| \| \| \| \| \| \| \| \| \| \| \| \| \| \| \| \| \| \| \| \| \| \| \| \| \| \| \| \| \| \| \| \| \| \| \| \| \| \| \| \| \| \| \| \| \| \| \| \| \| \| 28. Felipe III de Francia (=20) \| \| \| \| \| \| \| \| \| \| \| \| \| \| \| \| \| \| \| \| \| \| \| \| \| \| \| \| \| \| \| \| \| \| \| \| \| \| \| \| \| \| \| \| \| \| \| \| \| \| \| \| \| \| 14. Carlos de Valois \| \| \| \| \| \| \| \| \| \| \| \| \| \| \| \| \| \| \| \| \| \| \| \| \| \| \| \| \| \| \| \| \| \| \| \| \| \| \| \| \| \| \| \| \| \| \| \| \| \| \| \| \| \| 29. Isabel de Aragón (=21) \| \| \| \| \| \| \| \| \| \| \| \| \| \| \| \| \| \| \| \| \| \| \| \| \| \| \| \| \| \| \| \| \| \| \| \| \| \| \| \| \| \| \| \| \| \| \| \| \| \| \| \| \| \| 7. Juana de Valois \| \| \| \| \| \| \| \| \| \| \| \| \| \| \| \| \| \| \| \| \| \| \| \| \| \| \| \| \| \| \| \| \| \| \| \| \| \| \| \| \| \| \| \| \| \| \| \| \| \| \| \| \| \| 30. Carlos II de Anjou \| \| \| \| \| \| \| \| \| \| \| \| \| \| \| \| \| \| \| \| \| \| \| \| \| \| \| \| \| \| \| \| \| \| \| \| \| \| \| \| \| \| \| \| \| \| \| \| \| \| \| \| \| \| 15. Margarita de Anjou-Sicilia \| \| \| \| \| \| \| \| \| \| \| \| \| \| \| \| \| \| \| \| \| \| \| \| \| \| \| \| \| \| \| \| \| \| \| \| \| \| \| \| \| \| \| \| \| \| \| \| \| \| \| \| \| \| 31. María de Hungría \| \| \| \| \| \| \| \| \| \| \| \| \| \| \| \| \| \| \| \| \| \| \| \| \| \| \| \| \| \| \| \| \| \| \| \| \| \| \| \| \| \| \| \| \| \| \| \| \| \| \| \| |                                           |  |  |  |  |  |  |  |  |  |  |  |  |  |  |  |
| |                                           |  |  |  |  |  |  |  |  |  |  |  |  |  |  |  |
| | 16. Enrique III de Inglaterra             |  |  |  |  |  |  |  |  |  |  |  |  |  |  |  |
| |                                           |  |  |  |  |  |  |  |  |  |  |  |  |  |  |  |
| |                                           |  |  |  |  |  |  |  |  |  |  |  |  |  |  |  |
| | 8. Eduardo I de Inglaterra                |  |  |  |  |  |  |  |  |  |  |  |  |  |  |  |
| |                                           |  |  |  |  |  |  |  |  |  |  |  |  |  |  |  |
| |                                           |  |  |  |  |  |  |  |  |  |  |  |  |  |  |  |
| | 17. Leonor de Provenza                    |  |  |  |  |  |  |  |  |  |  |  |  |  |  |  |
| |                                           |  |  |  |  |  |  |  |  |  |  |  |  |  |  |  |
| |                                           |  |  |  |  |  |  |  |  |  |  |  |  |  |  |  |
| | 4. Eduardo II de Inglaterra               |  |  |  |  |  |  |  |  |  |  |  |  |  |  |  |
| |                                           |  |  |  |  |  |  |  |  |  |  |  |  |  |  |  |
| |                                           |  |  |  |  |  |  |  |  |  |  |  |  |  |  |  |
| | 18. Fernando III de Castilla              |  |  |  |  |  |  |  |  |  |  |  |  |  |  |  |
| |                                           |  |  |  |  |  |  |  |  |  |  |  |  |  |  |  |
| |                                           |  |  |  |  |  |  |  |  |  |  |  |  |  |  |  |
| | 9. Leonor de Castilla                     |  |  |  |  |  |  |  |  |  |  |  |  |  |  |  |
| |                                           |  |  |  |  |  |  |  |  |  |  |  |  |  |  |  |
| |                                           |  |  |  |  |  |  |  |  |  |  |  |  |  |  |  |
| | 19. Juana de Ponthieu                     |  |  |  |  |  |  |  |  |  |  |  |  |  |  |  |
| |                                           |  |  |  |  |  |  |  |  |  |  |  |  |  |  |  |
| |                                           |  |  |  |  |  |  |  |  |  |  |  |  |  |  |  |
| | 2. Eduardo III de Inglaterra              |  |  |  |  |  |  |  |  |  |  |  |  |  |  |  |
| |                                           |  |  |  |  |  |  |  |  |  |  |  |  |  |  |  |
| |                                           |  |  |  |  |  |  |  |  |  |  |  |  |  |  |  |
| | 20. Felipe III de Francia (=28)           |  |  |  |  |  |  |  |  |  |  |  |  |  |  |  |
| |                                           |  |  |  |  |  |  |  |  |  |  |  |  |  |  |  |
| |                                           |  |  |  |  |  |  |  |  |  |  |  |  |  |  |  |
| | 10. Felipe IV de Francia                  |  |  |  |  |  |  |  |  |  |  |  |  |  |  |  |
| |                                           |  |  |  |  |  |  |  |  |  |  |  |  |  |  |  |
| |                                           |  |  |  |  |  |  |  |  |  |  |  |  |  |  |  |
| | 21. Isabel de Aragón (=29)                |  |  |  |  |  |  |  |  |  |  |  |  |  |  |  |
| |                                           |  |  |  |  |  |  |  |  |  |  |  |  |  |  |  |
| |                                           |  |  |  |  |  |  |  |  |  |  |  |  |  |  |  |
| | 5. Isabel de Francia                      |  |  |  |  |  |  |  |  |  |  |  |  |  |  |  |
| |                                           |  |  |  |  |  |  |  |  |  |  |  |  |  |  |  |
| |                                           |  |  |  |  |  |  |  |  |  |  |  |  |  |  |  |
| | 22. Enrique I de Navarra                  |  |  |  |  |  |  |  |  |  |  |  |  |  |  |  |
| |                                           |  |  |  |  |  |  |  |  |  |  |  |  |  |  |  |
| |                                           |  |  |  |  |  |  |  |  |  |  |  |  |  |  |  |
| | 11. Juana I de Navarra                    |  |  |  |  |  |  |  |  |  |  |  |  |  |  |  |
| |                                           |  |  |  |  |  |  |  |  |  |  |  |  |  |  |  |
| |                                           |  |  |  |  |  |  |  |  |  |  |  |  |  |  |  |
| | 23. Blanca de Artois                      |  |  |  |  |  |  |  |  |  |  |  |  |  |  |  |
| |                                           |  |  |  |  |  |  |  |  |  |  |  |  |  |  |  |
| |                                           |  |  |  |  |  |  |  |  |  |  |  |  |  |  |  |
| | 1. Eduardo, príncipe de Gales y Aquitania |  |  |  |  |  |  |  |  |  |  |  |  |  |  |  |
| |                                           |  |  |  |  |  |  |  |  |  |  |  |  |  |  |  |
| |                                           |  |  |  |  |  |  |  |  |  |  |  |  |  |  |  |
| | 24. Juan I de Avesnes                     |  |  |  |  |  |  |  |  |  |  |  |  |  |  |  |
| |                                           |  |  |  |  |  |  |  |  |  |  |  |  |  |  |  |
| |                                           |  |  |  |  |  |  |  |  |  |  |  |  |  |  |  |
| | 12. Juan I de Henao                       |  |  |  |  |  |  |  |  |  |  |  |  |  |  |  |
| |                                           |  |  |  |  |  |  |  |  |  |  |  |  |  |  |  |
| |                                           |  |  |  |  |  |  |  |  |  |  |  |  |  |  |  |
| | 25. Adelaida de Holanda                   |  |  |  |  |  |  |  |  |  |  |  |  |  |  |  |
| |                                           |  |  |  |  |  |  |  |  |  |  |  |  |  |  |  |
| |                                           |  |  |  |  |  |  |  |  |  |  |  |  |  |  |  |
| | 6. Guillermo I de Henao                   |  |  |  |  |  |  |  |  |  |  |  |  |  |  |  |
| |                                           |  |  |  |  |  |  |  |  |  |  |  |  |  |  |  |
| |                                           |  |  |  |  |  |  |  |  |  |  |  |  |  |  |  |
| | 26. Enrique V de Luxemburgo               |  |  |  |  |  |  |  |  |  |  |  |  |  |  |  |
| |                                           |  |  |  |  |  |  |  |  |  |  |  |  |  |  |  |
| |                                           |  |  |  |  |  |  |  |  |  |  |  |  |  |  |  |
| | 13. Felipa de Luxemburgo                  |  |  |  |  |  |  |  |  |  |  |  |  |  |  |  |
| |                                           |  |  |  |  |  |  |  |  |  |  |  |  |  |  |  |
| |                                           |  |  |  |  |  |  |  |  |  |  |  |  |  |  |  |
| | 27. Margarita de Bar                      |  |  |  |  |  |  |  |  |  |  |  |  |  |  |  |
| |                                           |  |  |  |  |  |  |  |  |  |  |  |  |  |  |  |
| |                                           |  |  |  |  |  |  |  |  |  |  |  |  |  |  |  |
| | 3. Felipa de Henao                        |  |  |  |  |  |  |  |  |  |  |  |  |  |  |  |
| |                                           |  |  |  |  |  |  |  |  |  |  |  |  |  |  |  |
| |                                           |  |  |  |  |  |  |  |  |  |  |  |  |  |  |  |
| | 28. Felipe III de Francia (=20)           |  |  |  |  |  |  |  |  |  |  |  |  |  |  |  |
| |                                           |  |  |  |  |  |  |  |  |  |  |  |  |  |  |  |
| |                                           |  |  |  |  |  |  |  |  |  |  |  |  |  |  |  |
| | 14. Carlos de Valois                      |  |  |  |  |  |  |  |  |  |  |  |  |  |  |  |
| |                                           |  |  |  |  |  |  |  |  |  |  |  |  |  |  |  |
| |                                           |  |  |  |  |  |  |  |  |  |  |  |  |  |  |  |
| | 29. Isabel de Aragón (=21)                |  |  |  |  |  |  |  |  |  |  |  |  |  |  |  |
| |                                           |  |  |  |  |  |  |  |  |  |  |  |  |  |  |  |
| |                                           |  |  |  |  |  |  |  |  |  |  |  |  |  |  |  |
| | 7. Juana de Valois                        |  |  |  |  |  |  |  |  |  |  |  |  |  |  |  |
| |                                           |  |  |  |  |  |  |  |  |  |  |  |  |  |  |  |
| |                                           |  |  |  |  |  |  |  |  |  |  |  |  |  |  |  |
| | 30. Carlos II de Anjou                    |  |  |  |  |  |  |  |  |  |  |  |  |  |  |  |
| |                                           |  |  |  |  |  |  |  |  |  |  |  |  |  |  |  |
| |                                           |  |  |  |  |  |  |  |  |  |  |  |  |  |  |  |
| | 15. Margarita de Anjou-Sicilia            |  |  |  |  |  |  |  |  |  |  |  |  |  |  |  |
| |                                           |  |  |  |  |  |  |  |  |  |  |  |  |  |  |  |
| |                                           |  |  |  |  |  |  |  |  |  |  |  |  |  |  |  |
| | 31. María de Hungría                      |  |  |  |  |  |  |  |  |  |  |  |  |  |  |  |
| |                                           |  |  |  |  |  |  |  |  |  |  |  |  |  |  |  |
| |                                           |  |  |  |  |  |  |  |  |  |  |  |  |  |  |  |

## Títulos
| Títulos Reales                                           |                                 |                                                       |
| Predecesor: Eduardo III de Inglaterra Señor de Aquitania | Príncipe de Aquitania 1362-1372 | Sucesor: Eduardo III de Inglaterra Duque de Aquitania |
| Nobleza de Inglaterra                                    |                                 |                                                       |
| Predecesor: Eduardo de Carnavaron                        | Príncipe de Gales 1330-1376     | Sucesor: Ricardo de Burdeos                           |
| Predecesor: Nuevo título                                 | Duque de Cornualles 1337-1376   | Sucesor: Ricardo de Burdeos                           |

## Para saber más
- Barber, Richard (1978). Edward, Prince of Wales and Aquitaine: a biography of the Black Prince. Londres: Allen Lane. ISBN 0-7139-0861-0.
- Barber, Richard (editor) (1986). The Life and Campaigns of the Black Prince: from contemporary letters, diaries and chronicles, including Chandos Herald’s Life of the Black Prince. Woodbridge: Boydell. ISBN 0-85115-435-2.
- Green, David (2001). The Black Prince. Stoud: Tempus. ISBN 0752419897.
- Barber, Richard (2004). «Edward (Edward of Woodstock; known as the Black Prince), prince of Wales and of Aquitaine (1330–1376)». Oxford Dictionary of National Biography. Oxford University Press. Consultado el 8 de octubre de 2011. Fuente por subscripción.
- Green, David (2007). Edward, the Black Prince: Power in Medieval Europe. Harlow: Longman. ISBN 978-0-582-78481-9.
- Green, David (2009). Masculinity and medicine: Thomas Walsingham and the death of the Black Prince 35. Journal of Medieval History. pp. 34-51. doi:10.1016/j.jmedhist.2008.12.002.
- Harvey, John (1976). The Black Prince and his Age. Londres: Batsford. ISBN 0-7134-3148-2.
- The Herald of Sir John Chandos (1910).  Mildred K. Pope & Eleanor C. Lodge, ed. Life of the Black Prince. Oxford: Clarendon Press.Disponible en línea
- Hoskins, Peter (2011). In the Steps of the Black Prince: the Road to Poitiers, 1355-1356. Woodbridge: Boydell. ISBN 978-1-84383-611-7.
- Pattison, Richard Phillipson Dunn (1910). The Black Prince. Londres: Methuen.
- Pepin, Guilhem (2006). Towards a new assessment of the Black Prince's principality of Aquitaine: a study of the last years (1369–1372) 50. Nottingham Medieval Studies. pp. 59-114.
- Tuchman, Barbara (1978). A Distant Mirror: the Calamitous 14th Century. Nueva York: Alfred A. Knopf. ISBN 0-394-40026-7.